# Selca (Split-Dalmatie)
Pour les articles homonymes, voir Selca.
Selca est un village et une municipalité située sur l'île de Brač dans le comitat de Split-Dalmatie, en Croatie. Au recensement de 2001, la municipalité comptait 1 977 habitants, dont 96,97 % de Croates et le village seul comptait 952 habitants.

## Histoire
Pour la première fois, Selca est mentionnée en 1184 comme une colonie de bergers et puis comme un centre des tailleurs de pierre sur l’île de Brac. Le symbol de Brac est la pierre, laquelle a donné la possibilité de développer l’industrie de la pierre et grâce à quelle des belles maisons, églises et châteaux entourés des parques magnifiques ont été construits. Glavica est une localité suggestive où une église ancienne croate St. Nicolas de XIe siècle avec une coupole est érigée au-dessus d’une ancienne carrière abandonnée.

## Localités
La municipalité de Selca compte 4 localités :
- Novo Selo
- Povlja
- Selca
- Sumartin